# Claressa Shields
Claressa Shields, född 17 mars 1995 i Flint, Michigan, är en amerikansk boxare.
Hon tog OS-guld i mellanviktsboxning 2012 i London och 2016 i Rio de Janeiro och blev därmed den första amerikanska boxaren som tagit guldmedaljer i två raka olympiska spel och den andra som tagit två olympiska guldmedaljer.